# 1920–1929
| 1910–1919 | 1920 | 1921 | 1922 | 1923 | 1924 | 1925 | 1926 | 1927 | 1928 | 1929 | 1930–1939 |

Roky 1920–1929, souhrnně zvané 20. léta 20. století, byly v celosvětovém měřítku dobou relativní prosperity, spojené se zotavením po první světové válce a které skončilo velkou hospodářskou krizí, ovšem zároveň již hostily události, které byly předzvěstí druhé světové války. Bylo plně sjednoceno Československo, sjednotila se i Jugoslávie a vznikl Sovětský svaz. Zaniká Osmanská říše a je založena Turecká republika.
Kulturní a společenský rozvoj v tomto období v USA nese označení Roaring Twenties („báječná 20. léta“), ve Francii Années Folles („bláznivá léta“) a v Německu pětiletí po skončení hyperinflační krize Goldene Zwanziger („zlatá 20. léta“).

## Věda a technika
V roce 1921 kanadský lékař Frederick Banting a student medicíny Charles Best na univerzitě v Torontu izolovali inzulin, hormon produkovaný slinivkou břišní, který je zásadní pro regulaci hladiny cukru v krvi. V následujících letech zachránilo miliony životů pacientů s diabetem. Skotský lékař Alexander Fleming objevil v září 1928 penicilin, když si ve své laboratoři všiml, že plíseň Penicillium chrysogenum na Petriho misce ničí okolní bakterie. Plné využití penicilinu přišlo až v následujícím desetiletí.
Americký pilot Charles Lindbergh se stal prvním člověkem, který v roce 1927 uskutečnil sólový a nepřetržitý let přes Atlantský oceán bez mezipřistání, když přeletěl s letounem Spirit of St. Louis z New Yorku do Paříže. 
Elektronický průmysl zaznamenal několik klíčových vynálezů. Ruský vynálezce Vladimir Zworykin patentoval v roce 1923 ikonoskop, základní prvek televizních kamer. Komunikační technologie pokročily s vynálezem mechanického televizního systému Johnem Logiem Bairdem. První veřejné demonstrace televize proběhly v Londýně v roce 1926. Američan Philo Farnsworth předvedl v roce 1927 první plně elektronický televizní systém.
Kvantová mechanika prošla v tomto desetiletí zásadním vývojem. V roce 1925 formuloval německý fyzik Werner Heisenberg maticovou mechaniku, zatímco v roce 1926 představil Erwin Schrödinger svou pohybovou rovnici. Tyto práce položily matematické základy kvantové teorie.
Americký astronom Edwin Hubble v roce 1923 zjistil, že mlhovina v souhvězdí Andromedy je ve skutečnosti samostatná galaxie mimo naši Mléčnou dráhu. Dokázal to tím, že v Andromedě objevil proměnnou hvězdu Delta Cephei, podle které spočítal její vzdálenost. Díky tomu lidé poprvé pochopili, že vesmír je mnohem větší a obsahuje spoustu dalších galaxií.
V roce 1927 publikoval Georges Lemaître závěr, potvrzený Edwinem Hubblem roku 1929 a známý jako Hubbleův-Lemaîtrův zákon. Na základě měření vzdáleností a rychlostí vzdalování galaxií zjistili, že čím dál je galaxie od Země, tím rychleji se od nás vzdaluje. Tento vztah se stal klíčovým důkazem toho, že se vesmír rozpíná, a zásadně ovlivnil moderní kosmologii.
Jaderná fyzika učinila významné kroky v pochopení struktury atomu. Britský fyzik Ernest Rutherford v roce 1920 předpověděl, že v jádře atomu kromě protonů musí existovat ještě další, elektricky neutrální částice, které nazval neutrony. 
Americký fyzik Arthur Holly Compton v roce 1923 zjistil, že když rentgenové záření narazí na volné elektrony v látce, mění se jeho vlnová délka v závislosti na úhlu rozptylu. Tento objev, zvaný Comptonův jev, umožnil vývoj polovodičů, laserů nebo lékařských zobrazovacích metod, jako je CT.
Došlo k masovému rozvoji rozhlasového vysílání, které se stalo novým a populárním médiem. První pravidelné rozhlasové stanice začaly vysílat v USA i Evropě. Rádio umožnilo rychlé šíření zpráv, hudby i zábavy do domácností a zásadně změnilo způsob, jakým lidé získávali informace a trávili volný čas.

## Hlavy států a političtí lídři
- Francie
  - prezident: Raymond Poincaré (1913–1920), Paul Deschanel (1920), Alexandre Millerand (1920–1924), Gaston Doumergue (1924–1931)
- Sovětský svaz
  - předseda rady lidových komisařů: Vladimir Iljič Lenin (1917–1924), generální tajemník KSSS: Josif Vissarionovič Stalin (1922–1952)
- Spojené království
  - král: Jiří V. (1910–1936)
  - premiér: David Lloyd George (1916–1922), Andrew Bonar Law (1922–1923), Stanley Baldwin (1923–1924), Ramsay MacDonald (1924), Stanley Baldwin (1924–1929), Ramsay MacDonald (1929–1935)
- Spojené státy americké
  - prezident: Woodrow Wilson (1913–1921), Warren G. Harding (1921–1923), Calvin Coolidge (1923–1929), Herbert Hoover (1929–1933)
- Vatikán
  - papež: Benedikt XV. (1914–1922), Pius XI. (1922–1939)
- Československo
  - prezident: Tomáš Garrigue Masaryk (1918–1935)
  - premiér: Vlastimil Tusar (1919–1920), Jan Černý (1920 1921), Edvard Beneš (1921–1922), Antonín Švehla (1922–1926), Jan Černý (1926), Antonín Švehla (1926–1929), František Udržal (1929–1932)
- Německo
  - prezident: Friedrich Ebert (1919–1925), Paul von Hindenburg (1925–1934)
- Polsko
  - prezident: Józef Piłsudski (1918–1922), Gabriel Narutowicz (1922), Stanisław Wojciechowski (1922–1926), Ignacy Mościcki (1926–1939)
- Rakousko
  - prezident: Karl Seitz (1919–1920), Michael Hainisch (1920–1928), Wilhelm Miklas (1928–1938)

## Narození a úmrtí
Během tohoto desetiletí se narodili politici Alžběta II., Margaret Thatcherová, Fidel Castro, Che Guevara, George H. W. Bush, Jimmy Carter, Miloš Jakeš, Alexander Dubček, Lubomír Štrougal a Ladislav Adamec, spisovatelé Milan Kundera, Pavel Kohout, Arnošt Lustig, Josef Škvorecký, Ladislav Fuks, Radko Pytlík, Eduard Petiška, Ludvík Vaculík, Jan Otčenášek, Jan Skácel, Jack Kerouac, Charles Bukowski, Isaac Asimov, Allen Ginsberg, Ray Bradbury a Gabriel García Márquez, umělci Rudolf Hrušínský, Vladimír Menšík, Jiří Sovák, Ilja Prachař, Vlastimil Brodský, Miloš Kopecký, Jiří Šlitr, Josef Kemr, Květa Fialová, Vlasta Chramostová, Audrey Hepburnová, Marilyn Monroe a Andy Warhol i osobnosti Jan Pavel II., Martin Luther King, Anne Franková, Emil Zátopek a Jiří Hanzelka.
Zemřeli politici Vladimir Iljič Lenin, Woodrow Wilson, Karel I. a Alois Rašín, spisovatelé Franz Kafka, Jaroslav Hašek, Jiří Wolker, Otokar Březina, Eliška Krásnohorská, Antonín Sova, Karel Klostermann a Karel Václav Rais, umělci Leoš Janáček, Josef Václav Myslbek a Claude Monet či další osobnosti jako Antoni Gaudí, Roald Amundsen, Alexander Graham Bell, Wilhelm Conrad Röntgen, Karl Benz, Jan Kotěra a Charlotta Garrigue Masaryková.